# Стивенс, Таддеус
Таддеус Стивенс (англ. Thaddeus Stevens; 4 апреля 1792, Данвилл, штат Вермонт — 11 августа 1868, Вашингтон, округ Колумбия) — американский политик, аболиционист, член Палаты представителей США от штата Пенсильвания и один из лидеров фракции радикалов в Республиканской партии в 1860-х годах. В качестве главы налогового комитета во время Гражданской войны в США он играл важную роль в финансировании армии Союза. Будучи ярым противником рабства и дискриминации в отношении афроамериканцев, Стивенс стремился закрепить их права во время Реконструкции Юга, находясь в оппозиции президенту Эндрю Джонсону.

## Биография
Стивенс родился в сельской местности Вермонта, в бедной баптистской семье. Был вторым из четверых детей в семье и получил имя (в англизированной форме Таддеус) в честь польского революционера и героя Войны за независимость США Тадеуша Костюшко. Его отец, сапожник и фермер, в итоге оставил жену и детей. С рождения Таддеус страдал косолапостью, из-за чего хромал на протяжении всей своей жизни, а в детстве подвергался насмешкам со стороны сверстников. Поступил в колледж Бёрлингтона, а затем — в Дартмутский колледж.

### Начало политической деятельности

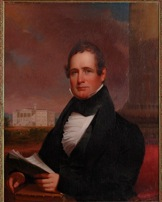

Он ещё в молодости переехал в Пенсильванию и быстро стал успешным адвокатом в Геттисберге; впоследствии поступил на муниципальную службу, а затем пришёл в политику. Его первой партией оказалась Антимасонская партия, к которой он присоединился главным образом из-за оппозиции президенту Эндрю Джексону. От неё он и был избран в Палату представителей Пенсильвании, где показал себя активным сторонником бесплатного государственного образования. Благодаря его усилиям в 1832 году было основано учебное заведение, которое впоследствии стало Геттисбергским колледжем; вместе со своим политическим оппонентом, губернатором Вольфом, Стивенс отстоял государственное финансирование школ и колледжей. Историк Эрик Фонер указывает, что Таддеус Стивенс выступал как последовательный борец против расовой дискриминации афроамериканцев ещё с 1837 года.

### Политик-аболиционист. От вигов к республиканцам
Финансовые неудачи в 1842 году вынудили его переехать и перенести свою практику в более крупный город, Ланкастер (Пенсильвания). Там он встретил мулатку Линду Гамильтон Смит, ставшую его экономкой и спутницей (была ли она его гражданской женой, не доказано) на последующие два десятилетия вплоть до его смерти. Он вступил в партию вигов и был избран в Конгресс в 1848 году. Его деятельность как юриста, защищавшего темнокожих американцев, и политика, противодействовавшего рабству, привела к потере им голосов избирателей, ввиду чего он не смог переизбраться в 1852 году.
После краткого сотрудничества с националистической партией Know Nothing Стивенс в 1855 году вступил в новообразованную Республиканскую партию, куда вошёл ещё ряд бывших вигов, выступавших против рабства — в частности, Чарльз Самнер и Авраам Линкольн. На республиканских конвенциях 1856 и 1860 года поддерживал кандидатуру Джастиса Маклина. Стивенс был вновь избран в Конгресс в 1858 году и занял своё кресло в конце 1859 года. Там, совместно с другими радикалами-республиканцами, такими как сенатор от Массачусетса Чарльз Самнер, он находился на левом политическом фланге, выступал против расширения рабства и плантаций на Юге к моменту начала Гражданской войны.

### Гражданская война

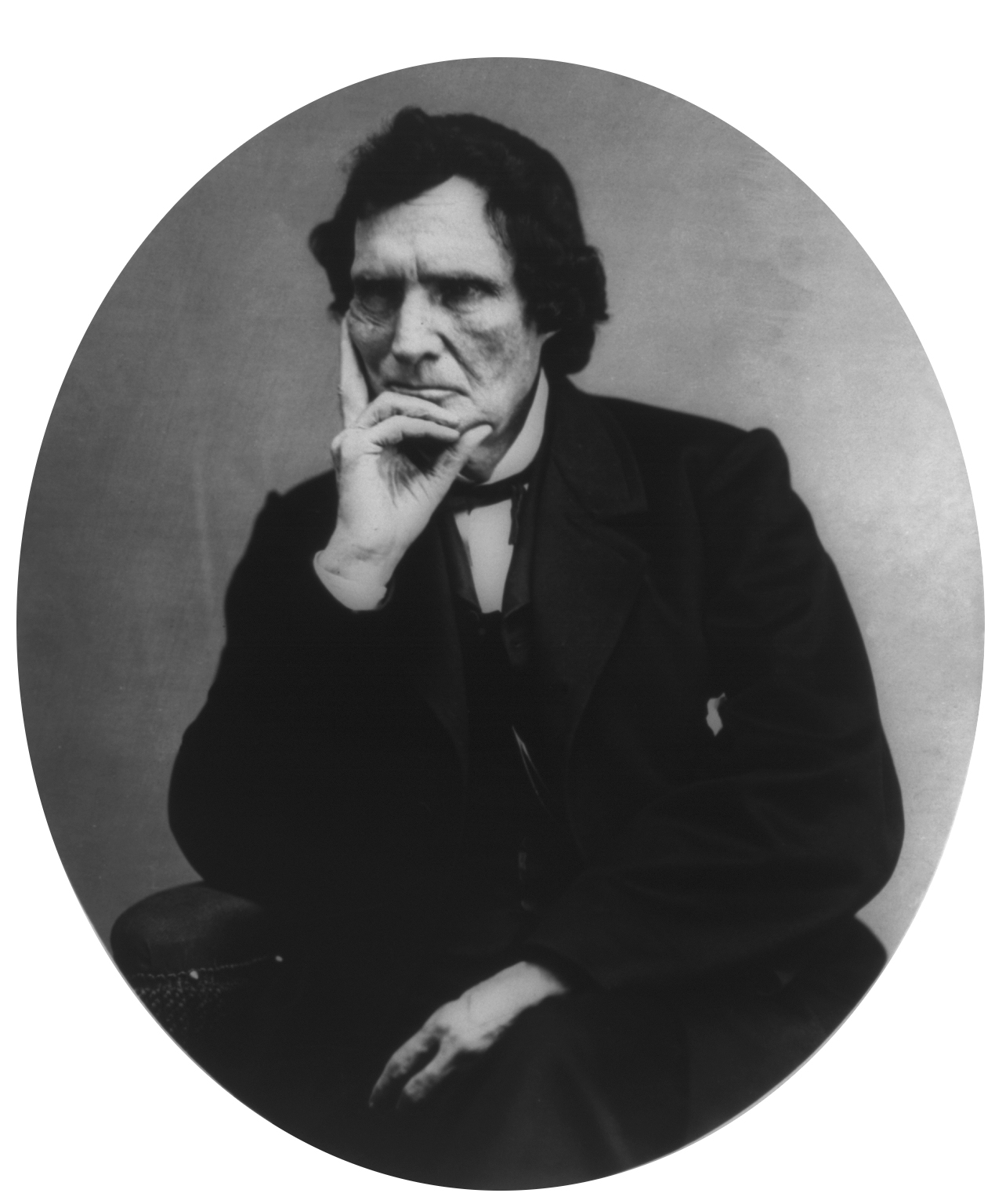

В период войны Стивенс был назначен своим единомышленником, спикером Конгресса Галушей Гроу, на пост председателя комитета налогов и сборов. В должности руководителя налогового комитета он фактически управлял государственными финансами. Стивенс утверждал, что рабство после войны не должно сохраниться; он твёрдо поддерживал президента Авраама Линкольна как национального лидера, но был недоволен медлительностью последнего в поддержке аболиционистской позиции. Когда в ходе Гражданской войны будущая победа Севера стала более очевидной, Стивенс пришёл к убеждению, что, помимо отмены рабства, афроамериканцы должны получить в собственность земли на будущем реконструированном Юге путём конфискации этих земель у плантаторов и распределения их между бывшими рабами (его лозунгом было «Сорок акров и мул»). Его планы показались умеренным республиканцам слишком радикальными, ввиду чего не были приняты.

### Реконструкция
После убийства Линкольна в апреле 1865 года Стивенс вступил в конфликт с новым президентом, Джонсоном, который искал способы быстрого восстановления отделившихся во время войны штатов без гарантий для бывших рабов. Разница во взглядах вызвала длительное противостояние между Джонсоном и Конгрессом, в котором Стивенс возглавлял левых республиканцев-радикалов, стремившихся политически разоружить рабовладельцев и лишить их влияния на Юге. Получая из южных штатов известия о включении бывших политиков Конфедерации в органы политической власти и насилии против темнокожего населения, в декабре 1865 года инициировал резолюцию, предусматривающую назначение объединенного комитета палаты и сената для расследования положения на Юге.

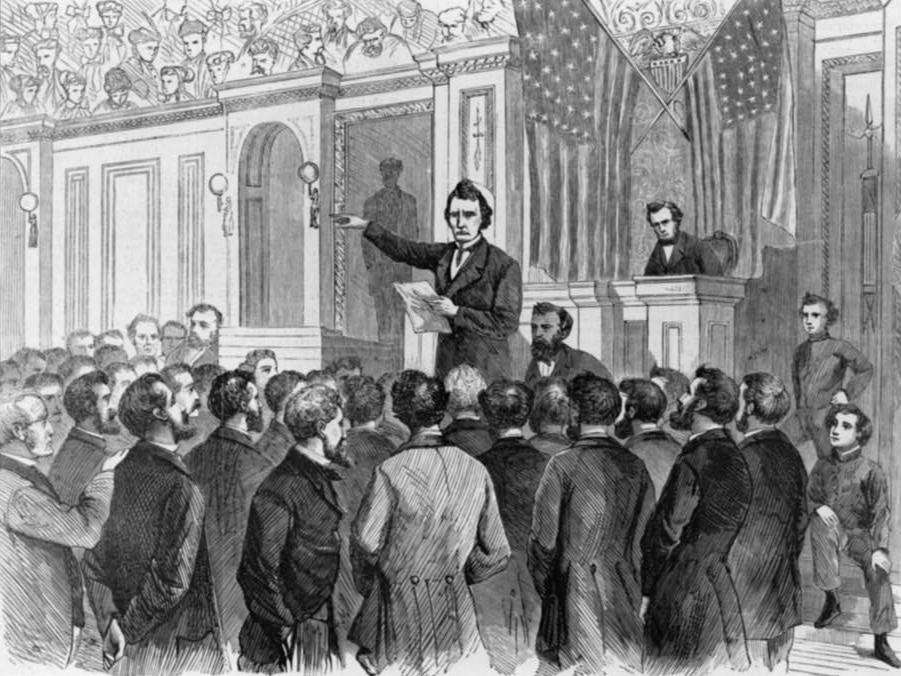
Стивенс произносит финальную речь в поддержку импичмента Джонсона

После победы на выборах 1866 года радикалы взяли под свой контроль процесс Реконструкции, фактически отстранив от него Джонсона, а сам Стивенс возглавил парламентский комитет по Реконструкции. Стивенс выступал за предоставление всеобщего избирательного права всем американским гражданам, включая афроамериканцев и женщин, хотя принятая в итоге соответствующая четырнадцатая поправка к Конституции не была распространена на женское население.
Последней «битвой» Стивенса как участника комитета Палаты представителей по обвинению президента Джонсона стало инициирование в Палате против последнего процедуры импичмента. Палата представителей постановила, большинством 126 голосов против 47, начать судебное преследование против президента, хотя Сенат в итоге не отправил президента в отставку.

## Память
Историографические оценки деятельности и взглядов Стивенса в американской историографии кардинально менялись. В начале XX века его рассматривали как «безрассудного» политика, мотивированного ненавистью к белым южанам. В частности, расистски мотивированные историки школы Уильяма Даннинга проклинали его за «уничтожение традиционного южного уклада», в 11-м издании энциклопедии «Британника» его назвали «политиком-партизаном», а в фильм «Рождение нации» включен карикатурный персонаж, чьим прообразом послужил Стивенс.
Естественно, эта тенденция не распространялась на ранних афроамериканских историков вроде Уильяма Дюбуа, описывавшего Стивенса как последовательного борца за демократию и вождя простого народа. Школа неоаболиционистов 1950-х годов и последующего времени также прославляет его за эгалитаризм. Таддеус Стивенс, исполненный Томми Ли Джонсом, играет важную роль в фильме Стивена Спилберга «Линкольн» (2012).